# Mucientes
Mucientes es un municipio de la provincia de Valladolid, comunidad autónoma de Castilla y León (España). Pertenece a la comarca de la Campiña del Pisuerga y se adscribe enológicamente a la Denominación de Origen de Cigales, término municipal con el que linda por el norte.

## Geografía
Situado a 6 kilómetros al sureste de Cigales y a 14 de la capital, la localidad está construida en torno a una loma, alrededor de un páramo en el que predomina el monte bajo y las tierras de cultivo, entre las que destacan los extensos viñedos y los campos de cereal. 

## Historia

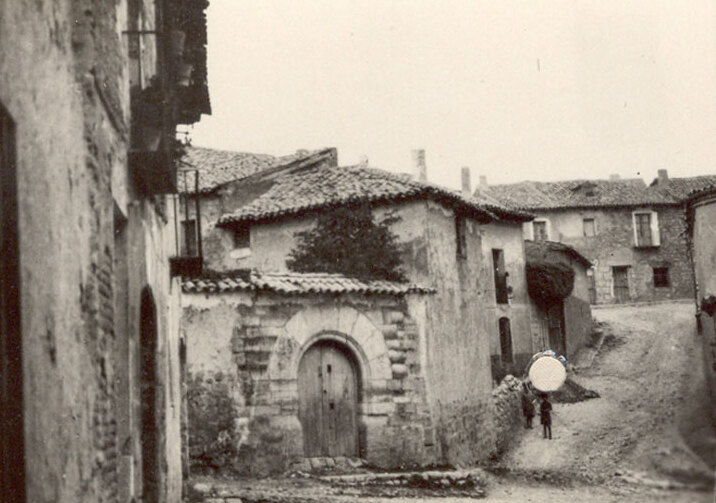
Calles de Mucientes, fecha desconocida.

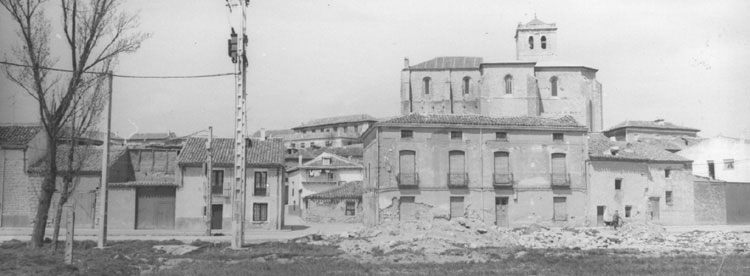
Vista panorámica de la ciudad, fecha aproximada 1970.

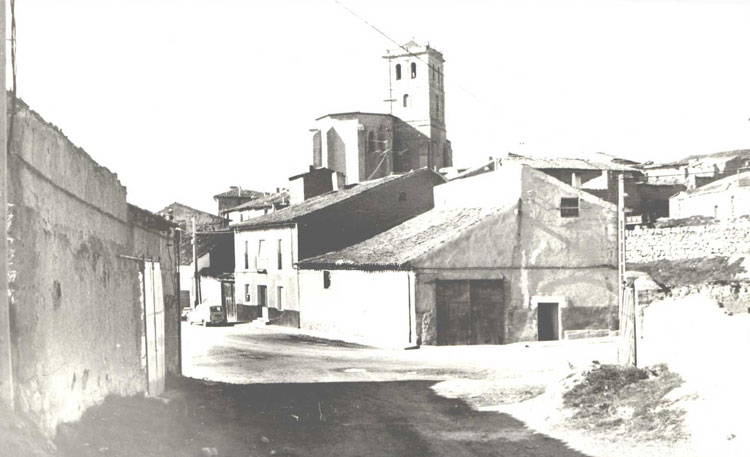
Torre de la iglesia parroquial dedicada a San Pedro, fecha desconocida.

La existencia de yacimientos del Paleolítico inferior testimonian la presencia del hombre por estos pagos desde hace más de 100 000 años. La vía 27 de los romanos pasaba por Mucientes y de aquel tiempo son los restos de una villa ocupada en las épocas alto y bajoimperial. 
El 18 de septiembre de 1114 los Condes Pedro y Elvira firman carta de donación de una capilla y tres solares de Mucientes a la Santa Iglesia de Santa María la Mayor de Valladolid. (D.XVIII, p. 95-98, T.I). En la carta figura la villa con el nombre de Muz-nentis, como villa del alfoz de Simancas, donada por Urraca a su fiel ayo Pedro Ansúrez. El documento hace mención a la donación del Monasterio de Santa María (que es la actual ermita de Ntra. Señora de la Vega). 
Pasaría después el señorío de la villa a la casa de los Castro. Cuyos varones casaron con sus hijas y nietas del conde Ansúrez. Afirma el Becerro de las Behetrías que “este es lugar de la reina”, y forma parte de la merindad de Campos.
Mucientes pertenece en 1203 al señorío de Alvar Pérez de Castro, y más tarde al de Pedro Fernández de Castro, Mayordomo Real de Fernando II de León.
El 3 de julio de 1204, aparece Muznientes como uno de los límites a la villa de Pedrosilla (villa que dona el rey Alfonso VII a su repostero Fernando Sánchez). Se cita en otro documento una alberguería ubicada entre Villalba de los Alcores y Mucientes, por el cual Sancha, hija de Alfonso VIII, da a poblar y trabajar dicha alberguería a Juan Bermúdez. Fernán Ruiz de Castro, el cual recibió del monarca, pese a su tierna edad que le impedía servirle en la guerra, justificación básica de las posesiones y prestaciones nobiliarias, de los cuantiosos bienes materiales de su predecesor, continuando como Señor de, entre otras comarcas, la extensa zona de la Castilla baja del Duero, los pueblos de Cigales, Mucientes, Íscar, Cuéllar y otros lugares…”. El mismo manuscrito copia el epitafio colocado en la iglesia de Burgos, al lado del evangelio, en el que se consignan las donaciones hechas a la primitiva fundación “en esta casa de San Felices, orden de Calatrava, yacen los cuerpos de los excelentísimos… y por los excelentísimos D. Fernán Ruiz de Castro y Dña. Leonor Gutiérrez, su mujer, que dieron a este monasterio real las sus villas de Zigales y Muzientes”. Es de suponer que por el primer matrimonio de Leonor con el infante Felipe, la cesión se realizaría en tiempos de Alfonso X. 

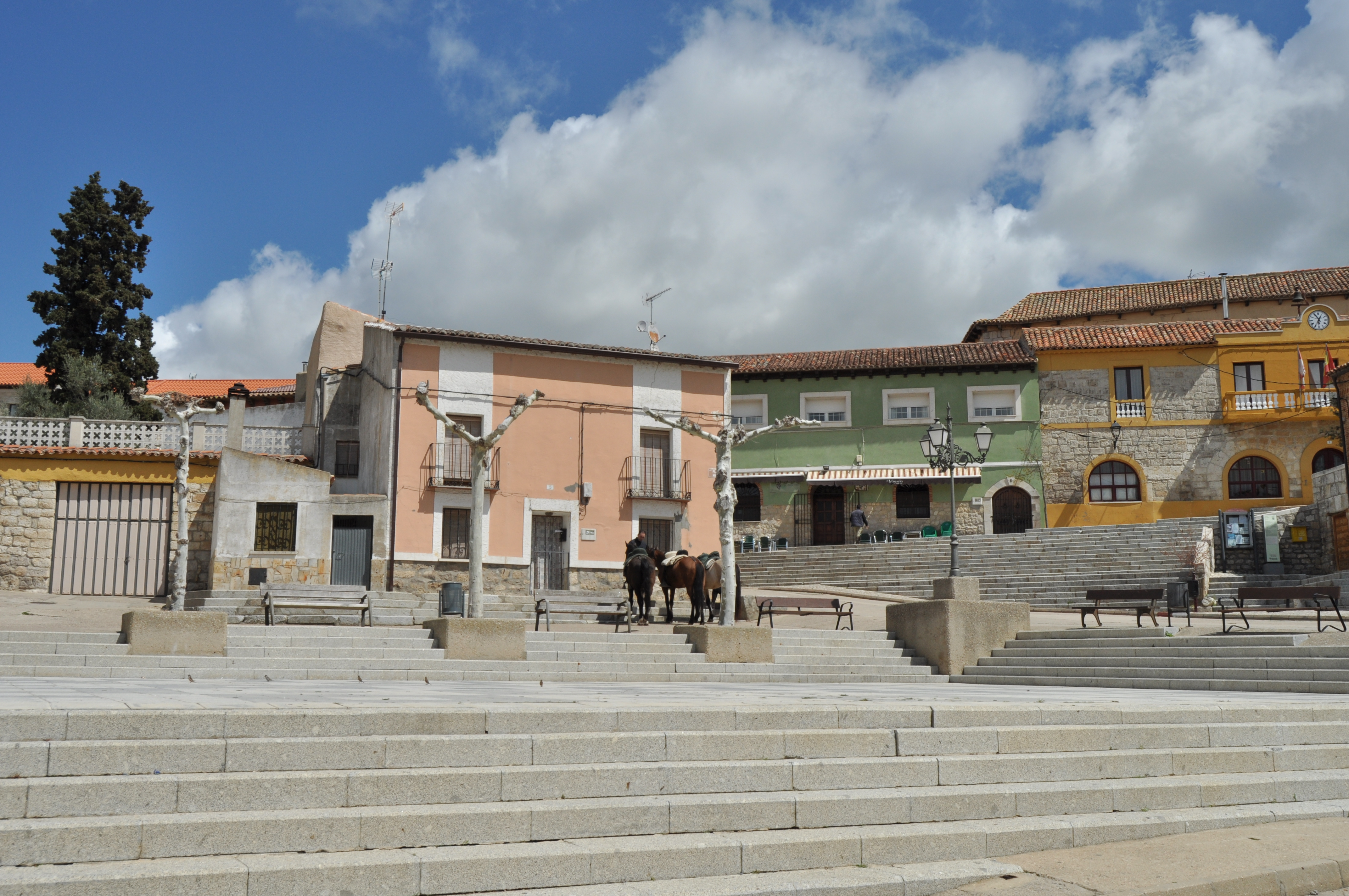
Calle de Mucientes, año 2018.

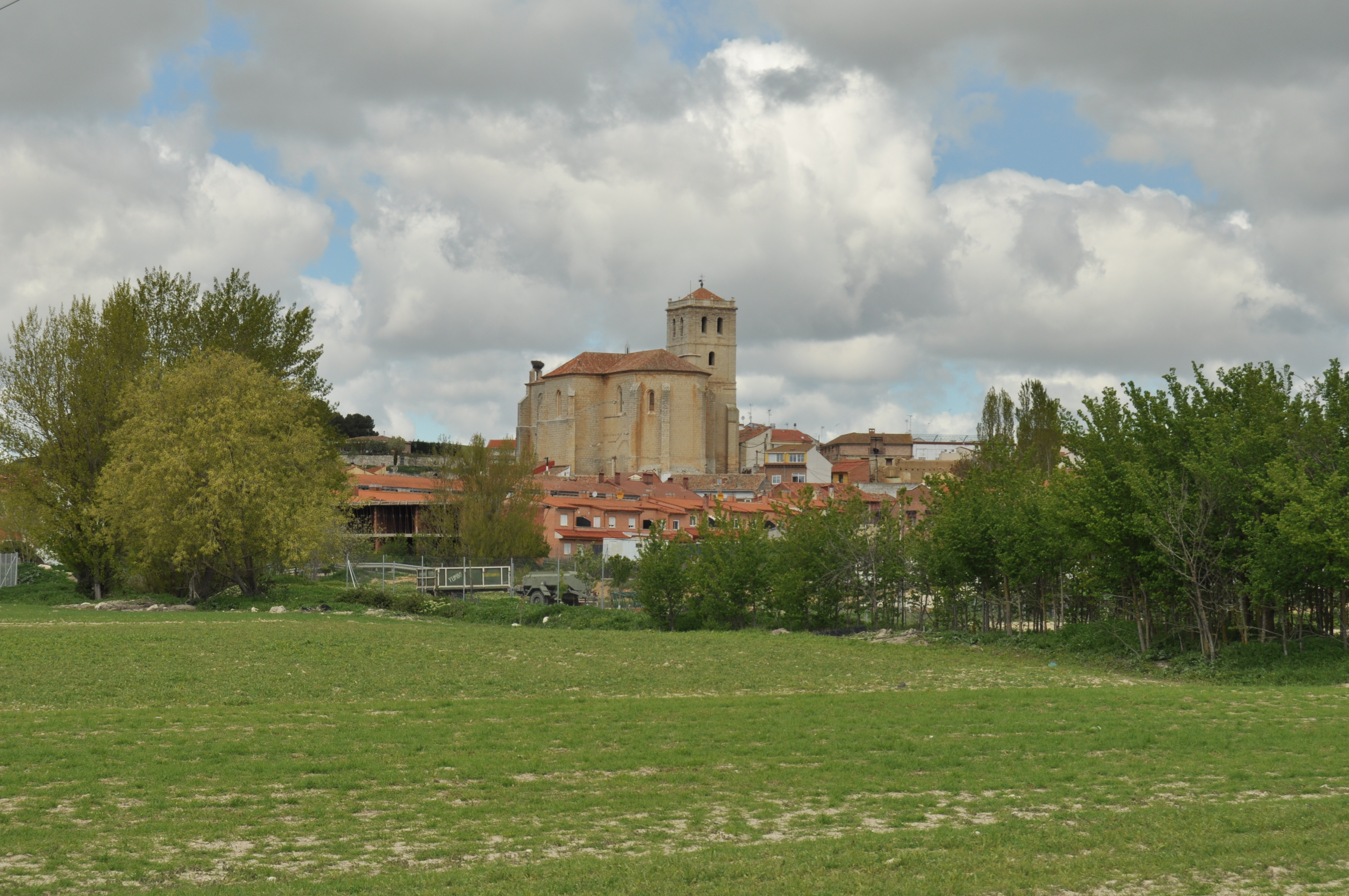
Vista de Mucientes, año 2018.

El 15 de diciembre de 1255 el Concejo otorga Carta, en unión de su Señor, el infante Alfonso de Molina, deslindando su término del de Pedrosilla, a fin de gozar de la licencia de apacentar sus ganados en tal lugar, que en precario les había concedido el infante Sancho, abad de Valladolid. 
En 1377, Enrique II de Castilla, demarca los términos municipales entre Mucientes y Valladolid.
El castillo-palacio sirve de prisión en tiempos de Juan II a Diego de Sarmiento, adelantado de Galicia, así como un enfrentamiento armada con el rey de Navarra y el infante Enrique. 
En 1410 se realiza una escritura de permuta y trueque entre la Priora y Religiosas del Convento de San Felices, del obispado de Burgos, y García Fernández Sarmiento, Adelantado Mayor del Reino de Galicia, por el cual este último accede y toma posesión del lugar de Mucientes, con su jurisdicción civil y criminal, sus derechos y heredades, ventas, martinazgos, oficios, casa fuerte, pardos, pastos, y todo aquello que había pertenecido al referido Monasterio. 
En el siglo XVI Mucientes está bajo dominio real y bajo el control señorial del conde de Rivadavia. Entre los días 7 y 8 de julio de 1506, se reúnen en la fortaleza las llamadas “Cortes de Mucientes”, donde Felipe I intentará, sin éxito, conseguir la inhabilitación de la reina Juana.
En 1552 se establece un pleito entre el concejo de la villa y el conde de Rivadavia, en el que se presentan los títulos de cesión y permuta. En 1585, siendo propiedad de los Condes de Rivadavia, corresponde Mucientes a la tierra de Villafrechós, en la provincia de Valladolid, dependiendo en lo eclesiástico del arziprestazgo de Simancas, diócesis de Palencia. 
A finales del siglo XVIII, era villa de señorío, con alcalde ordinario y correspondencia del partido de Simancas. 
En 1893 se cita de nuevo a un conde de Rivadavia como dueño del castillo, un terreno denominado “la dehesa”, y otras propiedades.

## Geografía humana

### Demografía
Cuenta con una población de 691 habitantes (INE 2024).
| Gráfica de evolución demográfica de Mucientes entre 1842 y 2021                                                       |
| |
| Población de derecho según los censos de población del INE. Población de hecho según los censos de población del INE. |

| 973                       | 1338 | 1413 | 1406 | 1291 | 910 | 722 | 651 | 598 | 644 | 742 | 713 | 659 |
| (Fuente: INE [Consultar]) |      |      |      |      |     |     |     |     |     |     |     |     |

## Administración y política
Esta tabla muestra los resultados de todas las elecciones municipales en Mucientes desde 1979.
| Partido político           | 1979                 | 1983                 | 1987                    | 1991                    | 1995                 | 1999                 | 2003                    | 2007                    | 2011                      | 2015                      | 2019                      |
| -------------------------- | -------------------- | -------------------- | ----------------------- | ----------------------- | -------------------- | -------------------- | ----------------------- | ----------------------- | ------------------------- | ------------------------- | ------------------------- |
| UCD                        | 301 (5)              | -                    | -                       | -                       | -                    | -                    | -                       | -                       | -                         | -                         | -                         |
| PP                         | -                    | 261 (4)              | 274 (4)                 | 249 (4)                 | 246 (4)              | 299 (5)              | 198 (3)                 | 193 (3)                 | 219 (3)                   | 149 (2)                   | 71 (1)                    |
| PSOE                       | 151 (2)              | 211 (3)              | 213 (3)                 | 202 (3)                 | 231 (3)              | 129 (2)              | 275 (4)                 | 313 (4)                 | 256 (4)                   | 261 (5)                   | 222 (4)                   |
| VOX                        | -                    | -                    | -                       | -                       | -                    | -                    | -                       | -                       | -                         | -                         | 128 (2)                   |
| CS                         | -                    | -                    | -                       | -                       | -                    | -                    | -                       | -                       | -                         | -                         | 23 (0)                    |
| Alcalde                    | Jesús Centeno Cabeza | Jesús Centeno Cabeza | Baldomero Núñez Panedas | Baldomero Núñez Panedas | Jesús Centeno Cabeza | Jesús Centeno Cabeza | Alfonso Panedas Tuvilla | Alfonso Panedas Tuvilla | Emiliana Centeno Escudero | Emiliana Centeno Escudero | Emiliana Centeno Escudero |
| Votantes (censo electoral) | 458 (580)            | 486 (561)            | 508 (581)               | 472 (574)               | 490 (556)            | 456 (542)            | 491 (541)               | 519 (585)               | 494 (613)                 | 446 (591)                 | 460 (559)                 |

NOTAS:
*Las casillas indican el número de votos obtenidos y entre paréntesis el de concejales. Coloreado de amarillo el partido con más votos en las elecciones
- PP: Antes de 1991 los datos del PP son los de AP

## Patrimonio

### Iglesia parroquial de san Pedro Apóstol

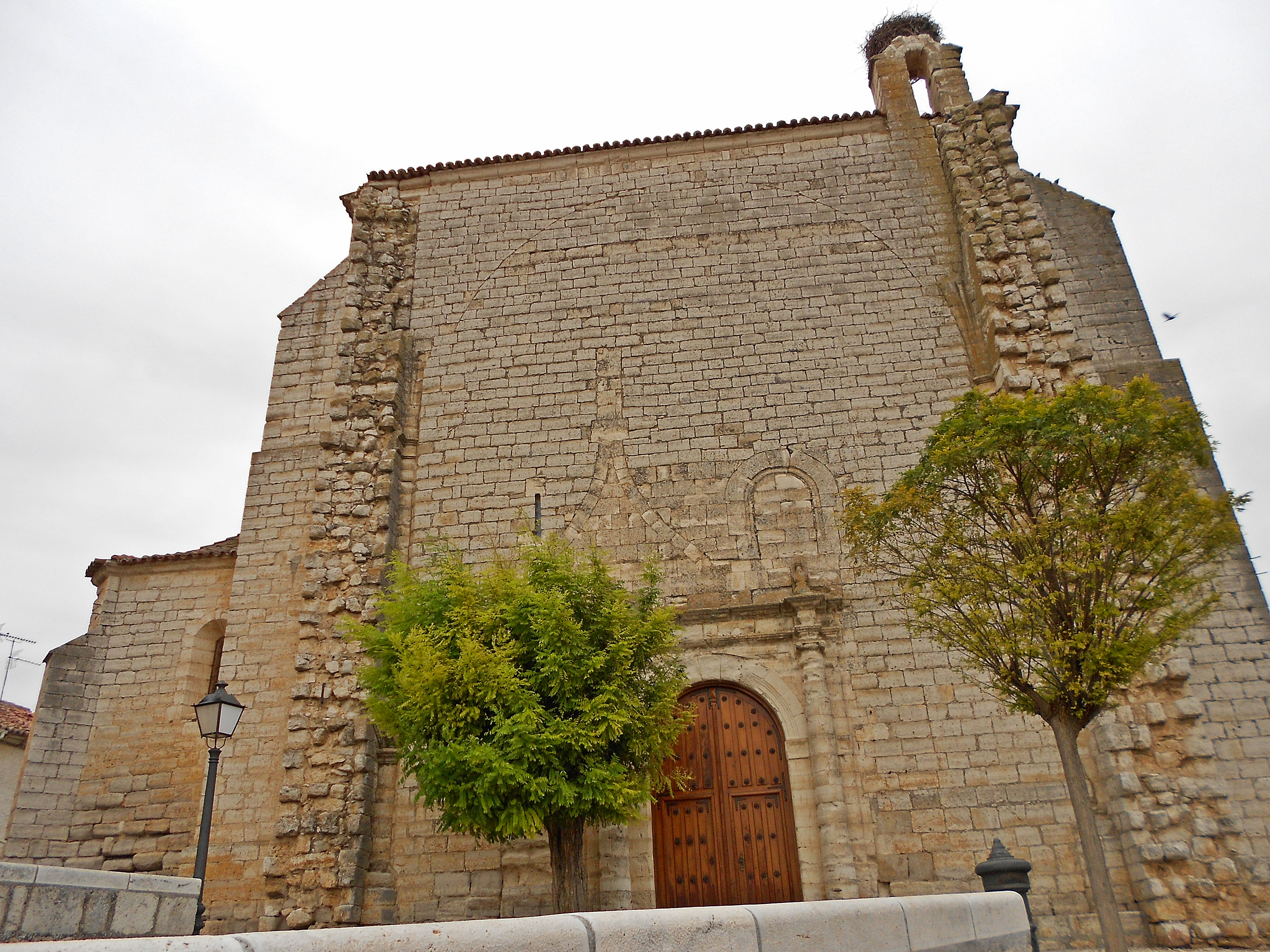
Iglesia de San Pedro Apóstol

Declarado Bien de Interés Cultural (13/06/1991). Edificio gótico del siglo XVI dedicado a San Pedro, de piedra, de una sola nave, dividida en tres tramos, con cubiertas de crucería con terceletes, contrarrestadas por contrafuertes. Capilla mayor cubierta de crucería estrellada, y arco triunfal apuntado. Coro alto a los pies. Puerta en arco de medio punto, a los pies, con clavos y herrajes antiguos. Otra puerta en arco de medio punto en el lado de la Epístola. Torre de piedra, de tres cuerpos en la cabecera. El altar tiene una sillería renacentista. La joya del templo es una cruz gótica de plata, construida por Pedro de Ribadeo en el primer cuarto del siglo XVI.

### Ermita de Nuestra Señora de la Vega

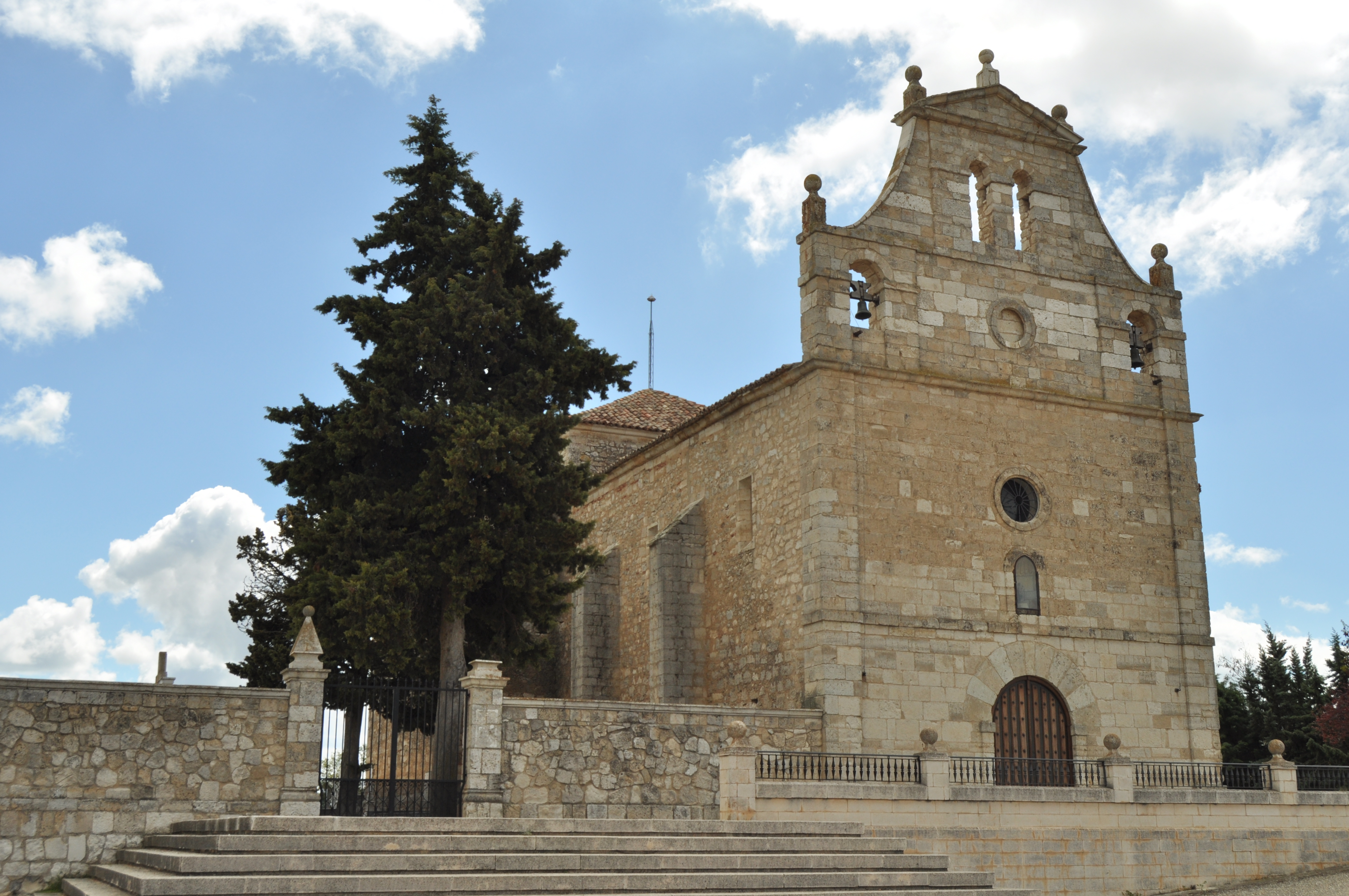
Ermita de Nuestra Señora de la Vega

La primera mención escrita de Mucientes, de 1114, ya hace referencia a este templo. La Obra actual, edificada y reedificada sobre los restos de las anteriores, es del siglo XVII, de piedra, con una sola nave dividida en cuatro tramos, y cubierta de bóveda de cañón con lunetos, con excepción del crucero que lleva cúpula. Coro alto a los pies. Puerta en arco de medio punto, a los pies, con tachones de la época. Restaurada en 1987.

### Castillo Palacio
Bien de Interés Cultural (declaración genérica 22/04/1949). El castillo de Mucientes está completamente arruinado, en proceso de excavación arqueológica desde octubre de 2006. Mencionado documentalmente por primera vez en 1326. En el siglo XVI fue testigo de las Cortes de Mucientes (1506) y de la guerra de las Comunidades (1521).

### Bodegas

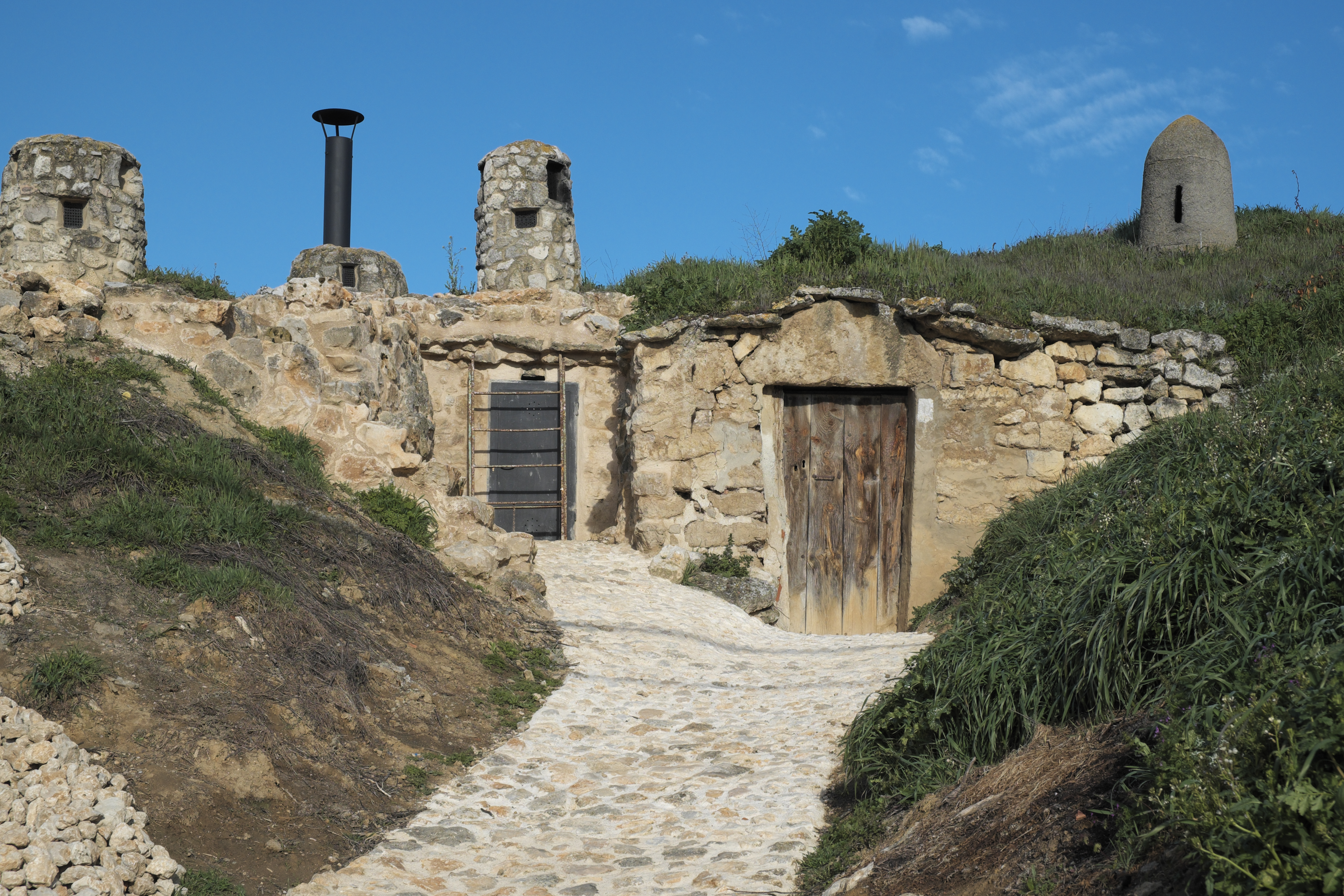
Bodegas

Hay en Mucientes tres grandes zonas de bodegas subterráneas extramuros de los siglos XVI-XVIII, en buen estado de conservación, con una extensión total que supera las 4 hectáreas (40.000 m²). En 2004 comenzó la ejecución de un proyecto de recuperación de una parte del 'cuarto de san Pedro', en la zona más próxima al casco urbano, incluyendo la apertura del Aula de interpretación.  
Otras bodegas han sido transformadas en restaurantes donde se sirven platos tradicionales de la comarca como el lechazo asado.

### Chozos
La enorme extensión del término municipal [6500 ha], hizo que labradores y pastores construyeran en campo abierto o en el monte estos pequeños edificios de mampostería ruda, como lugar de refugio temporal. El ganado se guardaba en las corralizas anexas. Acaso no por mucho tiempo, aun pueden verse varios ejemplares a unos 4 kilómetros al norte del casco urbano.

## Cultura

### Celebraciones
El 29 de junio se celebran las fiestas patronales en honor a San Pedro, con cuatro días de bailes, encierros y actividades para todas las edades. 
La Virgen de la Vega figura como patrona de los pastores y del pueblo, celebrando fiestas en septiembre.
Por Santa Águeda, que hasta hace medio siglo fue la fiesta mayor, nombran alcaldesa honoraria y celebran una procesión. Las mujeres toman las bodegas y las calles con un bullicio desmesurado.
Durante dos o tres días, por San José, a mediados de marzo, decenas de matrimonios comen, cenan y bailan juntos en la llamada “fiesta de los casados”. En ese mismo mes y también en octubre, los quintos celebraban con comidas y bailes la talla y el sorteo.